# 国华银行大楼

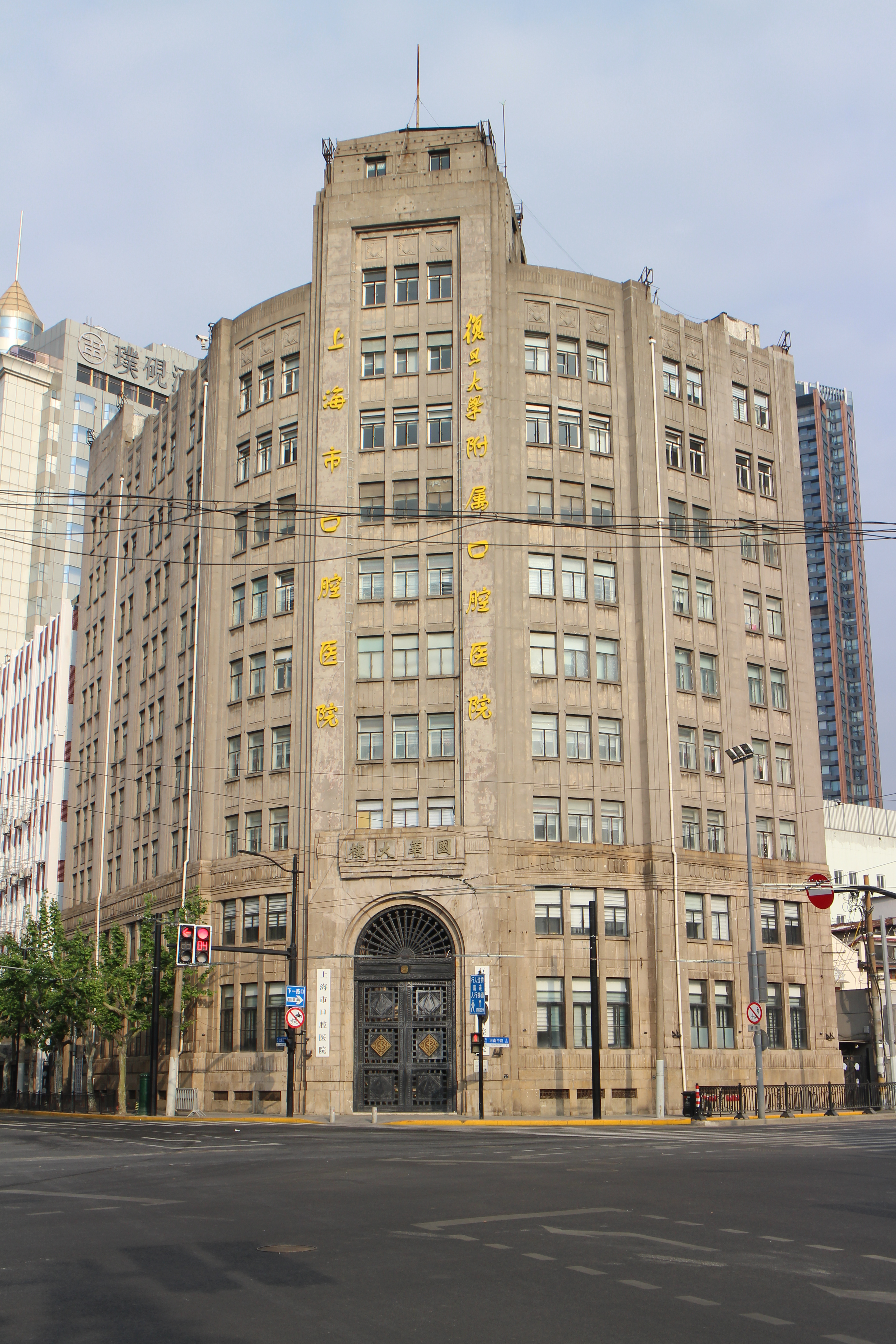
国华银行大楼

国华银行大楼现名四川大楼，是中国上海市的一座历史建筑，位于今黄浦区北京东路342号（河南中路转角），坐北朝南。该建筑原为国华银行总行大楼，于1931年由通和洋行设计，1933年8月建成，装饰艺术风格，高11层、50米，钢筋混凝土建筑，下部为花岗石贴面。1958年以后，该建筑由市房地局管理，后为黄浦区税务局、上物金属、上海市口腔医院等使用。
1994年，该建筑已被列为第二批上海市优秀历史建筑，编号A-Ⅲ-019。